# Dorothea Erxleben
Dorothea Christiane Erxleben, född Leporin 13 november 1715 i Quedlinburg, död där 13 juni 1762, var en tysk läkare. Hon var mor till Johann Christian Erxleben.
Erxleben blev tidigt undervisad i medicin av sin far. Inspirerad av Laura Bassis exempel publicerade hon 1742 ett traktat där hon försvarade rätten att studera på universitet oavsett kön. Hon mottog en personlig dispens att studera vid universitet i Halle an der Saale av Fredrik den store och blev 1754 den första kvinna i Tyskland att promoveras till medicine doktor. Hon analyserade också hindren för studerande kvinnor, såsom hushållsarbete och barnaskötsel.  
Nedslagskratern Erxleben på planeten Venus uppkallad efter henne.